# Axa Bank Belgium
 (mars 2013).
Axa Bank Belgium S.A., situé à Bruxelles, est le pôle bancaire du groupe AXA qui fournit des solutions bancaires aux particuliers et aux petites entreprises en Belgique,.

## Histoire
En juin 2007, le comité exécutif du groupe Axa a décidé d'adopter une stratégie bancaire européenne commune. La mise en action de cette stratégie a abouti à la création d'Axa Bank Europe SA, siège bancaire européen à Bruxelles utilisant la structure légale de la banque belge. En 2008, Axa Life Europe Hedging Services a rejoint Axa Bank Europe pour fournir des compétences en techniques financières aux compagnies d’assurance du Groupe Axa et Axa Bank Europe. En 2009, la banque hongroise « Ella » est devenue une succursale d'Axa Bank Europe tandis qu'une deuxième succursale fut lancée en Suisse. Un an plus tard, la République tchèque fera de même ainsi que la Slovaquie en avril 2011. Au 1er janvier 2012, il y a eu cession des activités de la succursale bancaire suisse à la banque ZweiPlus.
En 2014, un plan de transformation a été lancé pour se recentrer sur le marché belge. Depuis l'été 2015, toutes les équipes d'AXA Bank Europe travaillent dans l'ancien bâtiment Anhyp à Berchem, Anvers (Grotesteenweg 214).
En juin 2017, AXA Bank Europe a changé de nom pour devenir AXA Bank Belgium.
En 2019, un accord existe entre la banque Crelan et AXA pour le rachat futur de AXA Bank Belgium pour un montant de 540 millions d'Euros. La transaction est bouclée le 31/12/2021.

## Gouvernance
Les décisions stratégiques d’Axa Bank Belgium sont prises par le conseil d’administration présidé par Jef Van In et ensuite gérées par le comité de direction mené par Peter Devlies,.

## La présence bancaire d'AXA en Europe

### Belgique
Axa Bank en Belgique offre une gamme complète de produits et services bancaires pour les clients particuliers et les petites entreprises. Cette gamme est disponible auprès d'un réseau d'agents bancaires indépendants,.

### Hongrie (passé)
Les activités d’Axa Bank en Hongrie étaient principalement concentrées sur les prêts hypothécaires. Les produits étaient commercialisés par les centres hypothécaires nationaux, 300 agents d’assurance partenaires et sur Internet. Depuis le 1er janvier 2012, les activités commerciales hongroises ont été mises en run-off.
En février 2016, AXA a annoncé la vente de ses activités bancaires en Hongrie à OTP Bank Plc.

### France et Allemagne
Le groupe Axa possède également des activités bancaires en France (Axa Banque France) et en Allemagne (Axa Bank AG). Ces deux entités ne font pas partie de la structure légale d’AXA Bank Belgium. Néanmoins, Axa Bank Europe a développé des liens opérationnels et des synergies avec ces entités, notamment en partageant ses connaissances et savoir-faire bancaires.